# Municipio de Tizapán el Alto
El municipio de Tizapán el Alto es un municipio de la Región Sureste del estado de Jalisco, México. Su cabecera es la localidad de Tizapán el Alto.

## Toponimia
Tizapán significa: "lugar de Tiza" o "agua sobre el tizate"; debido a los bancos de ese mineral no metálico que existen alrededor de la región.

## Historia
Antes de la conquista esta región estuvo habitada por tribus chichimecas. Por estar tan cerca del reino de Michoacán sufrieron varias invasiones de los purépechas. La población estuvo primitivamente asentada a orillas de Chapala, casi en los límites de Michoacán, en donde ahora se encuentra el barrio de Guadalupe.
Su conquista la llevaron a cabo hacia fines de 1521, los capitanes de Villafuerte, ambos bajo las órdenes de Hernán Cortés. Posteriormente estuvo en el poblado Alonso de Ávalos acompañado de los frailes Miguel de Bolonia y Juan de Padilla. La construcción de su templo parroquial se inició en 1870. El decreto del 13 de marzo de 1837 ya lo menciona como municipio; el 6 de abril de 1877 por decreto se le concede el título de Villa. En 1886 Tizapán el Alto pierde la comisaría de Tuxcueca que se erige en municipalidad. Desde 1825 Tizapán el Alto perteneció al 4° cantón de Sayula hasta 1896 en que el decreto del 30 de diciembre estipula que pasará a formar parte del 7° cantón de Chapala.

## Descripción geográfica

### Ubicación
Tizapán el Alto se localiza al sureste del estado de Jalisco, en las coordenadas 20°02’40" a 20°56’15" de latitud norte y 102°36’06" a 103°09’40" de longitud oeste; a una altitud de 1532 metros sobre el nivel del mar.
El municipio colinda al norte con los municipios de Chapala y Poncitlán; al este con el municipio de Poncitlán y el estado de Michoacán; al sur con el estado de Michoacán y el municipio de La Manzanilla de la Paz; al oeste con los municipios de La Manzanilla de la Paz, Tuxcueca y Chapala.

### Topografía
La mitad de su superficie está conformada por zonas planas (50 %), con elevaciones que van de los 1500 a los 1600 m s. n. m.; las zonas semiplanas constituyen el 40 % de la superficie, con elevaciones que van de los 1600 a los 1800 m s. n. m., y las zonas accidentadas (10 %) con alturas que van de los 1800 a los 2100 m s. n. m.
Poblaciones
- Ejido Modelo, Villa Emiliano Zapata.
- Mismaloya.
- El Refugio.
- La Reserva.
- El Zapote.

- La Cañada.
- Los Sauces.
- El Volantín

Suelos. El territorio está constituido por terrenos que pertenecen al período cuaternario. La composición de los suelos es de tipos predominantes Vertisol Pélico y Crómico, Nitosol Húmico y Feozem Háplico. El municipio tiene una superficie territorial de 27 332 hectáreas, de las cuales 13 736 ha son utilizadas con fines agrícolas, 7332 ha en la actividad pecuaria, 2600 ha son de uso forestal, 279 ha son de suelo urbano y 3385 ha tienen otro uso. En lo que a la propiedad se refiere, una extensión de 9416 ha es privada y otra de 17916 ha es ejidal; no existiendo propiedad comunal.

### Hidrografía
Sus recursos hidrológicos son proporcionados por el río de La Pasión; por los arroyos: San José, San Vicente, El Bosque, El Laurel, El Refugio, Las Mesas, Los Coyotes, Las Moscas, El Mezquitillo El Regadío, Zarco, La Soltera y Las Trancas; además el Lago de Chapala y las presas: El Volantín, El Refugio, Los Cuatro y Palos Altos.
El Clima en Tizapán en verano es cálido semihúmedo con lluvias ocasionales llegando a una máxima de 30 °C. Durante el invierno es frío, con chubascos de invierno llegando a una mínima de 7 °C. La media anual de lluvias es (112.5 dcl) por temporada. Durante el otoño y la primavera suele ser semihúmedo con chubascos intermitentes ocasionales. Temperatura media anual de 24 °C.

### Flora y fauna

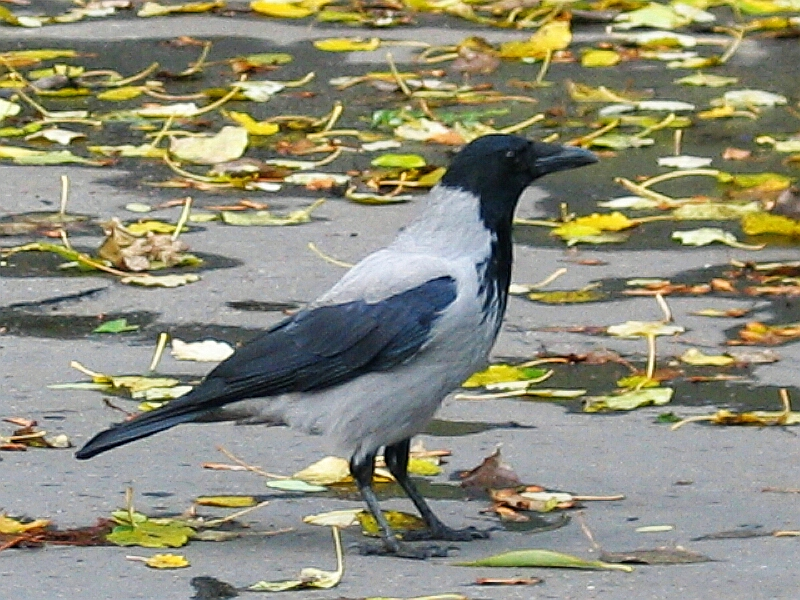
Fauna de Tizapán el Alto.

Su vegetación se compone básicamente de encino, huizache, palo dulce, sabino, nopal, granjeno, tepame y otras especies.
El venado, el coyote, el conejo, la liebre, la ardilla, el zorro, el armadillo, el tejón, el tlacuache, el zopilote, el cuervo y otras especies menores pueblan en esta región.
Tizapán cuenta con Vegetación de Pastizales, Bosque de pino encino al sur, y al norte cuenta con el Lago de chapala.

## Demografía

### Localidades
En el censo de 2020 el municipio de Tizapán el Alto contaba con 24 localidades.
| Código INEGI    | Localidad             | Población (2020) |
| --------------- | --------------------- | ---------------- |
| 140960001       | Tizapán el Alto       | 16 324           |
| 140960014       | Villa Emiliano Zapata | 3 107            |
| 140960009       | Mismaloya             | 1 051            |
| 140960015       | El Volantín           | 505              |
| 140960010       | El Refugio            | 369              |
| 140960004       | La Cañada             | 286              |
| 140960016       | El Zapote             | 280              |
| 140960011       | La Rosa Amarilla      | 232              |
| 140960050       | Camino a la Cañada    | 183              |
| 140960008       | Colonia Madero        | 130              |
| 140960003       | Villa del Lago        | 84               |
| 140960013       | Los Sauces            | 64               |
| 140960006       | Churincio             | 61               |
| 140960026       | Las Canoas            | 17               |
| 140960043       | La Organera           | 16               |
| 140960029       | La Reserva            | 13               |
| 140960035       | La Breña              | 10               |
| 140960027       | El Agua Caliente      | 8                |
| 140960018       | Tizapán El Verde      | 5                |
| 140960023       | Villa Ana Capri       | 5                |
| 140960033       | Barranca Soromutal    | 3                |
| 140960005       | Las Coronas           | 2                |
| 140960049       | Rancho los Pinos      | 2                |
| 140960017       | Los Arcos             | 1                |
| Total municipal | Total municipal       | 22 758           |

## Economía
Ganadería: se cría ganado bovino, equino, caprino, porcino, colmenas
Agricultura: destacan el maíz, frijol, sorgo, brócoli, cebolla, col.

Comercio: predominan los establecimientos dedicados a la venta de productos de primera necesidad y los comercios mixtos que venden artículos diversos.

Minería: cuenta con yacimientos de cantera, arena, oro, plata y balastro.Gas

## Gastronomía
Antojitos mexicanos como pozole tacos sopes enchiladas y dulces regionales.La Bebida Tradicional de Tizapán es principalmente el Ponche de Granada y el licor de zarzamoras.
Sus dulces son Ates de Guayaba y dulce de Cilacayote. 
El Pan Dulce de Tizapán es considerado el mejor de la región y uno de los mejores del estado de Jalisco es horneado tradicionalmente a mano en hornos de piedra.

## Deportes
En Tizapán, el deporte popular es el fútbol. La gente lo practica diariamente y los jóvenes participan en la Liga de Tizapán El Alto, cabe mencionar que dicha liga es una de las más sobresalientes de la ribera de chapala. De dichas ligas han salido jugadores de talla a varios clubes de primera división como Atlas y Chivas de Guadalajara.

## Turismo
Artesanías
- Elaboración de: huaraches, bordados y deshilados.

Esculturas
- San Francisco de Asís.

Iglesias
- Templo de San Francisco de Asís.
- Capilla del Atracadero. Celebración a San José, patrono de los pescadores y carpinteros.
- Capilla del Refugio: Celebración a Nuestra Señora del Refugio.
- Capilla de Santa Ana.
- Capilla de Santo Niño.
- Capilla del Sagrado Corazón de Jesús.
- Santuario de Nuestra Señora de Guadalupe.
- Capilla de Guayabitos Divino Pastor.
- Capilla de Arenitas

Lagos
- Lago de Chapala

Parques y reservas
- Barranca San Pedro.
- La Cañada.
- Parque lineal.
- Los Sauces.

Lugares de Turismo en Tizapán 
- Senderismo: Camino a la cañada al lado del Río La pasión ideal para hacer una caminata familiar o con amigos.
- Áreas de Descanso o (Picnics)
Los sauces es una área-población que se encuentra por el camino hacia el zapote allí se encuentran mesas y asadores al lado del río ideales para un camping o pícnic rodeado de árboles (sauces) junto al sonido del río.
-Parque Lineal
El Parque Lineal ubicado en Tizapán es una área recreativa familiar al lado del río ideal para pasar tiempo en familia o bien practicar algún deporte al aire libre. 
-Hacienda San Francisco
La hacienda San Francisco en Tizapán son unas ruinas de lo que solía ser una fábrica azucarera tiempo atrás, cuenta con múltiples leyendas y se dice que ahí llegó a visitar el aquel entonces presidente Porfirio Díaz Mori es una construcción antigua abandonada que esconde muchos secretos guardados ideal para las personas que disfruten de visitar lugares históricos o explorar lugares abandonados.
- El Cerrito de la Cruz
El Cerrito de la Cruz se encuentra ubicado al norte en las orillas de tizapan para llegar aquel cerro se tiene que cruzar un camino adornado de siembras y plantíos de flores al llegar tendrás que escalar aquel cerro que te dará una vista muy bonita hacia el lago de chapala y al sur hacia el poblado de Tizapán. Ideal para despejar la mente y pasar un buen rato.
-El Molino
El Molino es un camino de terraceria que sale del sur de Tizapan hacia las montañas que se encuentran ahí, poco a poco vas subiendo hasta llegar a un poblado muy pequeño llamado el Molino donde se disfruta de una vista espectacular hacia Tizapán, el lago y pueblos cercanos a él como el Ejido Modelo.

## Fiestas
Fiestas civiles
- Feria taurina. Últimos días de enero y primeros de febrero.
- Fiestas patrias. En septiembre.
- Fiestas del 20 de noviembre.

Fiestas religiosas
- Fiesta a San Francisco de Asís. Del 26 de septiembre al 4 de octubre.
- Fiesta a San José. Del 11 al 19 de marzo.
- Fiesta a la Virgen de Guadalupe. El 12 de diciembre.
- Fiesta de la Santa Cruz. Del 25 de abril al 3 de mayo.
- Fiesta de Nuestra Señora de Santa Ana. Del 18 al 26 de julio.
- Fiesta al Sagrado Corazón de Jesús. Del 7 al 11 de junio.
- Jueves Santo y Viernes Santo.

## Gobierno

### Presidentes municipales
| Presidente municipal            | Período               | Partido político | Notas                                                |
| Blas Ortega                     | 1867–1868             |                  |                                                      |
| ND                              | 1869–1874             |                  |                                                      |
| Felipe Zapién                   | 1875                  |                  |                                                      |
| Serapio Neri                    | 1876                  |                  |                                                      |
| José María Navarrete            | 1877                  |                  |                                                      |
| Francisco de P. Arias           | 1878                  |                  |                                                      |
| Rafael Vera                     | 1879                  |                  |                                                      |
| Felipe Macías                   | 1880                  |                  |                                                      |
| Bernardino Magaña               | 1881–1882             |                  |                                                      |
| Luis Anguiano                   | 1883                  |                  |                                                      |
| Cecilio Beltrán                 | 1884–1885             |                  |                                                      |
| Tiburcio Castillo               | 1886                  |                  |                                                      |
| Eligio Sánchez                  | 1887                  |                  |                                                      |
| Tiburcio Castillo               | 1888                  |                  |                                                      |
| Ignacio Anaya                   | 1889                  |                  |                                                      |
| Raúl Magaña                     | 1890                  |                  |                                                      |
| Ignacio Anaya                   | 1891                  |                  |                                                      |
| Eligio Sánchez                  | 1892                  |                  |                                                      |
| Norberto Vázquez                | 1893                  |                  |                                                      |
| Ignacio Anaya                   | 1894                  |                  |                                                      |
| Lauro Magaña                    | 1894                  |                  |                                                      |
| Eligio Sánchez                  | 1895                  |                  |                                                      |
| Felipe Macías                   | 1896                  |                  |                                                      |
| Mariano Moreno                  | 1897                  |                  |                                                      |
| A.D. Martínez                   | 1898                  |                  |                                                      |
| Eligio Sánchez                  | 1898                  |                  |                                                      |
| Jesús Zambrano                  | 1899                  |                  |                                                      |
| Agustín Guízar Barrios          | 1900                  |                  |                                                      |
| Timoteo Ruiz                    | 1900                  |                  |                                                      |
| Aureliano Alcocer               | 1900                  |                  |                                                      |
| Agustín Guízar Barrios          | 1900                  |                  |                                                      |
| Timoteo Ruiz                    | 1901                  |                  |                                                      |
| Antonio Guerra y Zepeda         | 1902                  |                  |                                                      |
| Ramón Amezcua                   | 1903                  |                  |                                                      |
| Timoteo Ruiz                    | 1904                  |                  |                                                      |
| Francisco de P. Arias           | 1905                  |                  |                                                      |
| Zacarías Cárdenas               | 1906                  |                  |                                                      |
| Rafael Chávez                   | 1907                  |                  |                                                      |
| Evaristo Flores                 | 1908                  |                  |                                                      |
| Rafael Chávez                   | 1909–1911             |                  |                                                      |
| Salvador de la Cerda Rocha      | 1912                  |                  |                                                      |
| Francisco Jiménez Michel        | 1913                  |                  |                                                      |
| ND                              | 1914–1948             |                  |                                                      |
| Ramón Garza Madrigal            | 1949                  | PRI              |                                                      |
| Mauro Torres Aguilar            | 01-01-1950–31-12-1952 | PRI              |                                                      |
| Severo Cortés Barajas           | 01-01-1953–31-12-1955 | PRI              |                                                      |
| Ernesto Zepeda Beltrán          | 01-01-1956–1957       | PRI              |                                                      |
| Miguel Hernández Ruiz           | 1957–1958             | PRI              |                                                      |
| Carlos Moreno Ruiz              | 1959                  | PRI              |                                                      |
| Luis Castañeda Navarro          | 1960–1961             | PRI              |                                                      |
| J. Jesús Rubio Neri             | 01-01-1962–31-12-1964 | PRI              |                                                      |
| Pablo Anaya Díaz                | 01-01-1965–31-12-1967 | PRI              |                                                      |
| José Ma. Sotelo Anaya           | 01-01-1968–31-12-1970 | PRI              |                                                      |
| David García Haro               | 01-01-1971–31-12-1973 | PRI              |                                                      |
| Luis Flores García              | 01-01-1974–31-12-1976 | PRI              |                                                      |
| Gilberto Reyes Madriz           | 01-01-1977–31-12-1979 | PRI              |                                                      |
| Salvador Cárdenas García        | 01-01-1980–31-12-1982 | PRI              |                                                      |
| Cutberto Moreno Alcántar        | 01-01-1983–31-12-1985 | PST              |                                                      |
| Jesús Berrospe Díaz             | 01-01-1986–31-12-1988 | PRI              |                                                      |
| J. Santos Degollado Zepeda      | 01-01-1989–1992       | PRI              |                                                      |
| Salvador Cárdenas García        | 1992–1995             | PRI              |                                                      |
| Austreberto Anaya Anguianoi     | 1995–1997             | PRI              |                                                      |
| Alfredo Flores Castañeda        | 01-01-1998–31-12-2000 | PRI              |                                                      |
| Ernesto Ochoa Buenrostro        | 01-01-2001–31-12-2003 | PAN              |                                                      |
| Alfredo Flores Castañeda        | 01-01-2004–31-12-2006 | PRI              |                                                      |
| Ramón Martínez Morfín           | 01-01-2007–31-12-2009 | PRI              |                                                      |
| Salvador Ávalos Cárdenas        | 01-01-2010–30-09-2012 | PAN              |                                                      |
| Ramón Martínez Morfín           | 01-10-2012–30-09-2015 | PRI PVEM         | Coalición "Compromiso por Jalisco"                   |
| José Santiago Coronado Valencia | 01-10-2015–30-03-2018 | PRI              | Pidió licencia para buscar la reelección, que obtuvo |
| Alfredo Martínez Enciso         | 30-03-2018–2018       | PRI              | Interino                                             |
| José Santiago Coronado Valencia | 01-10-2018–30-09-2021 | PRI              | Fue reelegido el 01-07-2018                          |
| Martín Silva Ramírez            | 01-10-2021–           | MC               |                                                      |